# Marie-Louise Desmatins
Marie-Louise Desmatins (fl. 1682–1708 – 1711 circa) è stata un soprano francese, creatrice di molti ruoli nell'Opera Barocca francese.

## Carriera
Si esibì in Persée (1682), Armide (1686 e la ripresa del 1703), Achille et Polyxène (1687), Thésée (ripresa del 1698), Isis (ripresa del 1704), Roland (ripresa del 1705), Bellérophon (ripresa del 1705), Alceste (ripresa del 1706) di Jean Baptiste Lully, come anche in Enée et Lavinie (1690) e Thétis et Pélée (ripresa del 1699) di Pascal Collasse, Issé di André Cardinal Destouches (1697), Didon di Henri Desmarets (ripresa del 1704), Iphigénie en Tauride di André Campra (1704) e Alcyone di Marin Marais (1706).
L'assenza del suo nome nelle successive liste dei cast è rimasta inspiegabile fino al 2007, quando un rapporto sul romanzo La Musique du Diable (1711) confermò la sua morte. In una narrazione satirica dell'aldilà nell'Ade di Desmatins, il racconto suggerisce che sia morta per complicazioni dovute ad una forma primitiva di liposuzione.
Un suo ritratto esistente è stato dipinto da Robert Le Vrac de Tournières.